# Carville-Pot-de-Fer

Carville-Pot-de-Fer este o comună în departamentul Seine-Maritime, Franța. În 1 ianuarie 2022 avea o populație de 103 de locuitori.